# Macedo do Mato

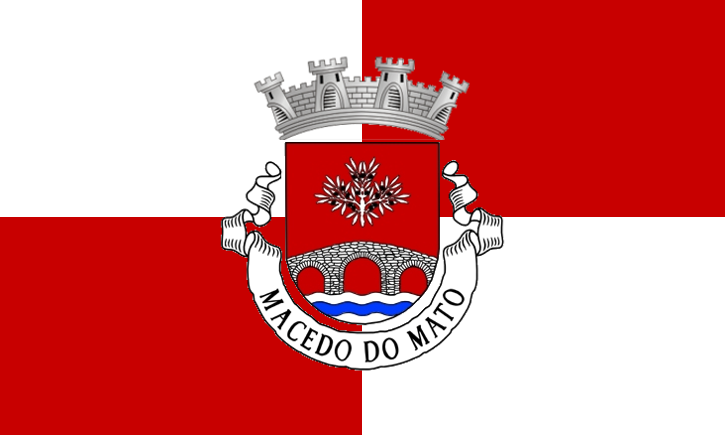
Bandera de la freguesia.

Macedo do Mato es una freguesia portuguesa del municipio de Braganza, con 15,45 km² de superficie y 296 habitantes (2001). Su densidad de población es de 19,2 hab/km².